# Wireless local area network
In informatica e telecomunicazioni, una rete locale senza fili (in inglese wireless local area network, abbreviato in WLAN o wireless LAN) è una rete locale (LAN) che sfrutta la tecnologia wireless, invece di una connessione cablata. In altre parole: con la sigla WLAN si indicano genericamente tutte le reti locali di computer che non utilizzano dei collegamenti via cavo per connettere fra loro gli host della rete.

## Modalità strutturali
Le reti wireless possono essere installate secondo tre modalità strutturali.

### Independent Basic Service Set (rete P2P o Ad-Hoc)
Una WLAN IBSS è una rete wireless definita anche in modalità ad hoc che rende possibile collegare in modo indipendente più postazioni wireless tra loro senza nessun dispositivo centrale che funga da tramite.
Questo tipo di installazione è frequente quando i client sono pochi, ad esempio per permettere a due o tre computer di condividere file o connessioni Internet.
Il sistema IBSS è economico, ma non è adatto ad una rete numerosa e concentrata, a causa della sovrapposizione dei segnali e del conseguente calo di affidabilità.

### Infrastructure Basic Service Set (o Infrastruttura)
Una WLAN BSS (o ad infrastruttura) si basa su un access point centrale collegato ad una LAN cablata che funge da unico tramite per il traffico dei dispositivi wireless che si trovano nel range di copertura. Una singola WLAN BSS rappresenta una cella, chiamata basic service area (BSA).
Un wireless access point (abbreviato in WAP o AP) può essere costituito o da un computer o da un dispositivo dedicato.
Nel caso gli access point siano pubblici, vengono definiti hotspot. Questi hotspot possono essere gratuiti o a pagamento e cominciano a diffondersi anche in Italia, soprattutto negli aeroporti, nelle biblioteche, nei centri commerciali, nelle librerie e nei parchi pubblici.

### Extended Service Set (ESS)
Una WLAN ESS si basa sul collegamento di due o più WLAN BSS tra loro al fine di generare un'area di copertura di conseguenza ben maggiore.
I diversi BSS possono essere locati fisicamente secondo diversi criteri:
- BSS parzialmente sovrapposti: permettono di fornire una copertura maggiore;
- BSS fisicamente disgiunti;
- BSS co-locati: possono fornire una ridondanza alla rete o permettere prestazioni superiori;

Grazie alla funzione del roaming, prevista dallo standard IEEE 802.11, un utente della WLAN ESS può passare da una cella (BSA) all'altra senza risentire di alcuna interruzione del servizio e quindi in modo totalmente trasparente.
È importante che le celle wireless in configurazione ESS si sovrappongano almeno del 10% per garantire questa funzionalità.

## Applicazioni
Le WLAN costituiscono, in molti casi, una soluzione comoda per realizzare una rete LAN domestica.
In molti casi, le LAN aziendali sono sostituite o integrate da reti wireless. Questo è vantaggioso negli edifici più vecchi, dove non esiste o non è possibile installare un impianto di cablaggio strutturato. Lo standard WLAN più diffuso è quello basato su specifiche IEEE 802.11 (noto anche con il nome commerciale Wi-Fi).
Ultimamente si stanno diffondendo le reti wireless a larga banda e a copertura estesa, per le quali è stato sviluppato lo standard IEEE 802.16.
Si distinguono dalle WLAN le tecnologie wireless utilizzate per realizzare reti PAN, che sono composte da collegamenti a portata ridotta e a bassa potenza, tipicamente limitate agli oggetti indossati da una persona, o a quelli contenuti in una automobile. Uno standard molto popolare in questo campo è Bluetooth, non usa Access Point e viene usato per abolire i collegamenti fisici (cavi) tra dispositivi elettronici di varia natura e non solo tra PC.